# Droga wojewódzka 524
Die Droga wojewodzka 524 ist eine polnische Woiwodschaftsstraße, die in Nord-Süd-Richtung innerhalb der Woiwodschaft Pommern verläuft. Sie durchzieht den Powiat Kwidzyński (Kreis Marienwerder) und verbindet die Nationalstraße 55 sowie die Woiwodschaftsstraße 529 mit der Woiwodschaftsstraße  521. Die Gesamtlänge beträgt 13 Kilometer.